# Ștefan Popescu
Ștefan Popescu (n. 20 ianuarie 1872, Fințești, România – d. 1948, București, România) a fost un pictor, desenator, gravor, membru de onoare al Academiei Române din anul 1936. A studiat la Academia de Arte din München și Academia de Arte din Paris.
Este unul dintre gravorii de referință din arta românească, operele sale reprezentând un punct de reper în  dezvoltarea graficii de șevalet cât și a gravurii din România. În Franța este cunoscut și cu numele de Stefan Popesco, din perioada în care a fost student la Academia de Arte din Paris. 

## Biografie și studii
Ștefan Popescu s-a născut la 1872, în satul Fințești-Buzău, dintr-o familie de țărani.
A absolvit gimnaziul la Ploiești, apoi, ca bursier, a studiat la Școala de Institutori din București și va funcționa ca institutor până în anul 1893. A început să picteze mai întâi ca autodidact, iar în perioada 1891-1893 a participat la expozițiile organizate la Ateneul Român.Între anii 1894-1899 a studiat la Academia din München cu profesorul Nikolaos Gyzis și la Academia de Arte din Paris cu Lucien Simon și Eugene Anatole Carriere. În 1900 a plecat la Paris apoi în Bretagne împreună cu Gheorghe Petrașcu. Studiază anatomia la București. În anul 1901 are prima expoziție de grup la Ateneul Român din București. În 1904 este premiat la München cu medalia de aur la Expoziția Internațională Münchner Secession. Și-a organizat prima lui expoziție personală în 1904 la Paris, expunând apoi la Berlin alături de Claude Monet și Edgar Degas.
La 3 decembrie 1901, în timp ce se afla la studii în Paris, a pus împreună cu Gheorghe Petrașcu bazele unei grupări artistice a pictorilor români plecați la Paris, numită Tinerimea artistică. Din asociație făceau parte: Kimon Loghi, Ipolit Strâmbescu, Frederik Storck, Nicolae Vermont. În anul 1905 devine la Paris membru al grupului Cercle des étudiants roumains, din acest grup select de artisti fac parte: Constantin Brâncuși, George Enescu, Traian Vuia, Aurel Vlaicu, Henri Coandă, Ion Pillat, Constantin Levaditi, Duiliu Marcu, Ion Theodorescu Sion, Nicolae Dărăscu, Camil Ressu, Eustațiu Stoenescu, Theodor Cornel și alții. În anul 1906 inițiază la București o tombolă pentru a-l ajuta cu bani pe prietenul său Constantin Brâncuși, la această tombolă au participat printre alții Vasile C. Motrin, doctorul C. Cantacuzino și Dimitrie Geronta. Premiul tombolei a fost lucrarea Copilul (versiunea în bronz) ce a revenit studentului la drept Victor N. Popp viitorul colecționar al operelor lui Brâncuși. Devine în 1908 asociat al Salonului Socetății naționale din Paris și membru societar al grupărilor müncheneze Secession și Künstlergenossenschaft. Locuiește din 1909 o perioadă la prietenul său Constantin Brancuși în cartierul Montparnasse în Paris. În anul 1910 este membru fondator al Asociației Amicale a Românilor din Paris sub egida ministrului României la Paris. Asociația avea printre membrii fondatori pe George Enescu, Constantin Brâncuși, Edouard de Max, Gheorghe Mărculescu, Theodor Pallady, medicul Levaditi și avocatul Virgil V. Stănescu. Pictează în anii următori în Franța, Elveția, Turcia, Italia, Grecia, Iugoslavia, Maroc, Alger, Tunisia, Germania etc. A expus la Tinerimea artistică cu regularitate, până în 1924 și la Saloanele Oficiale până în 1946. Ca și ceilalți colegi de generație, este fascinat de peisajele de la Balcic pe care îl pictează cu mare plăcere. În anul 1922 organizează la Balcic cu ajutorul asociației Cercul Intim o expoziție dedicată locului la care participă cu lucrări și Cecilia Cuțescu Storck, Jean Alexandru Steriadi, Gheorghe Petrașcu. Participă la Bienala de la Veneția de 3 ori, în 1924, 1938, 1942, la expoziția de artă românească la Muzeul Jeu de Paume Paris 1925 etc. În anul  1926 ilustrează cartea de poezii (Florica) a prietenului său Ion Pillat. În anul 1936, 1937 expune lucrări împreună cu Iosif Iser și Gheorghe Petrașcu în cadrul grupării Arta, iar în 1937 obține premiul expoziției internaționale de la Paris. Participă în 1936 la Expoziția Internațională de la Bruxelles. A obținut Legiunea de Onoare în grad de cavaler în 1925, distincție acordată de Statul francez și Premiul Național pentru pictură în 1928. Din 1922 a fost pentru o perioadă scurtă profesor la Academia din București.

## Opera

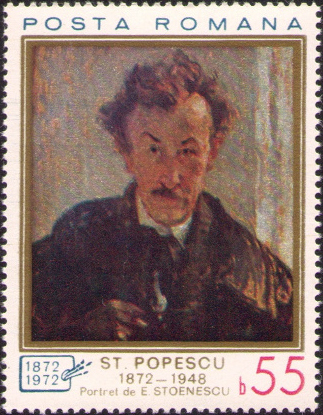
Ștefan Popescu - timbru

Formația sa academizantă, este adesea corectată de sugestiile pe care i le aduc călătoriile, contactul, fie cu creații antinaturaliste, fie cu natura însăși, al cărei farmec se realizează în momentul când depășește ambiția descrierii servile. Amestecul de tonuri calde și reci asigură interesul pentru unele pânze, Atelier de tâmplărie, La negustorii de curmale, Ocna la Tg. Ocna, etc. , în vreme ce unele naturi statice sau compoziții (uleiurile Prânzul secerătorilor și La seceriș, proiectul de frescă Cele 2 fete de împărat etc. ) se mențin în cadre convenționale. Printre cele mai izbutite tablouri ale sale se remarcă peisajele Stradă în Maroc, Istanbul, Turcoaice la fântâna de la Balcic, Peisaj cu salcii etc. Pictor de peisaje, flori și naturi statice excelente în desen și cu agreabile armonii delicate în nuanțe cromatice. Maniera picturii sale este aceea a impresionismului german, prin caracterul veridic, calmul atmosferei seriozitatea meșteșugului artistic. Din mulțimea de pânze remarcabile ale maestrului amintim: Crăițe (u/p), Marină (u/lemn), La ocean (u/p), Peisaj cu mănăstire (u/p), Scări în pădure (u/p), Veneție (u/p), Peisaj din Maroc (u/p), Arabi (u/p), Sălcii (u/p) etc. Ca grafician, a realizat un mare număr de lucrări (schițe, peisaje) în diferite tehnici, remarcându-se prin sensibilitatea percepției și rigoarea redării. Lucrări de Ștefan Popescu se află în Colecția Casei Regale a României și în cadrul Muzeului Peleș datorită faptului ca a fost unul dintre cei mai îndrăgiți pictori români de către Regina Maria a României și Casa Regală a României. Având o profundă sensibilitate religioasă Ștefan Popescu a realizat cu mare migală artistică un număr însemnat de lucrări cu temă religioasă (gravuri, desene, studii ) având în centrul lor mănăstirile: Golia (Iași), Cozia, Hurezu, Polovragi, Biserica Curții Domnești din Târgoviște, precum și studii de broderie religioasă ortodoxă românească.
| “ | Artistul prin opera sa nu urmărește decât să realizeze, să-și exprime sentimentele, impresiile, credințele sale. Arta nu este în motiv, ci în atitudinea artistului față de motiv. Ștefan Popescu | ” |

O mică parte din opera pictorului Ștefan Popescu se află reprodusă în catalogul apărut la Editura Standard Graphica în anul 1947, cu un an înaintea morții artistului. Catalogul are o importanță majoră datorită faptului că este singurul catalog al artistului. El are pe prima pagină semnătura artistului în facsimil.
| “ | Într-o cunoscută stampă veche care reprezintă Scara Vieții, omul înainte de a coborî spre mormânt cu palma în dreptul ochilor se uită în zare în urma lui, își amintește trecutul, își examinează activitatea. Este ceea ce fac eu acum și rămân uimit de modesta însemnătate a operei mele, de cât de puțin am realizat din ceea ce acum cincizeci de ani doream și speram să pot înfăptui. Știu totuși că nici autorul nici contemporanii nu pot să aibă justă măsură în aprecierea unei vieți. Timpul sigur asează omul și opera la locul lor. De aceea, pentru a înlesni viitorimei definitivă judecată, dau la lumină, cu toată smerenia, acest album de reproduceri a câtorva dintre lucrările mele. El nu constitue decât un catalog sumar, pentru că multe din ele, chiar dintre cele mai bune, nu mai știu azi în posesia cui se găsesc. Este mărturisirea mea cinstită: atât am putut, atât am făcut, atât m-au ajutat puterile, împrejurările și sănătatea mea șubredă. Cu aceasta mă prezint înaintea lui Dumnezeu și a voastră. Ștefan Popescu | ” |

## Aprecieri
- George Oprescu: S-ar zice că peisajele acelea în care copacul ia forma unui simbol al luptei cu împrejurările, neprielnice, este ceea ce artistul exprimă mai cu drag, ca un fel de confesiune a dificultăților pe care le întâlnise el însuși multă vreme în viața lui de tânăr. Nota romantică pe care o implică motivul peisagistic ales nu este susținută întotdeauna de o corespunzătoare forță de expresie, trădând o obiectivitate rece, distanță, lipsită de accentele unei interpretări afective, emoționale.[14]

### Premii și distincții

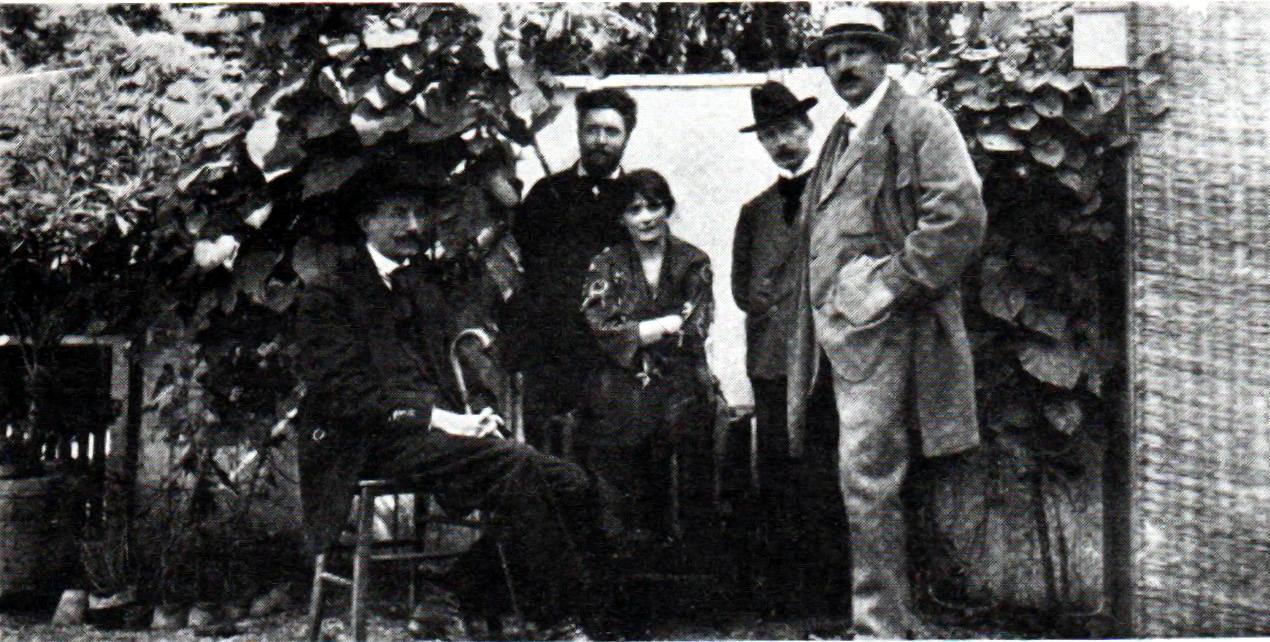
Ștefan Popescu, Mișu Teișanu cu soția, Dimitrie Paciurea, Jean Steriadi

- Medalia de aur la Expoziția Internațională Münchner Secession, München (1904)
- Premiul întâi al Expoziției Internaționale Paris (1937)
- Premiul Național pentru pictură (1928)
- Gradul de Cavaler al Ordinului Legiunea de onoare, acordat de Statul francez (1925)
- Membru de onoare al Academiei Române (1936), al 2-lea pictor membru al Academiei după Gheorghe Petrașcu

### Expoziții importante
- Expoziția internațională de artă Secession München (1904)
- Expoziția Tinerimii Artistice între (1901- 1924)
- Saloanele Oficiale (1902-1927)
- Expoziții în cadrul grupării Cercul intim Balcic (1924)
- Bienala de la Veneția 3 participări (1924, 1938, 1942)
- Expoziția românească în cadrul Muzeului Jeu de Poume Paris (1925)
- Expoziția Internațională de Artă de la Paris (1937)
- Expoziția Națională de Artă Bruxelles (1936)

### Afilieri
- Membru al Asociației Münchner Secession München (1908)
- Membru al Asociației Künstlergenossenschaft (1908)
- Asociat al Salonului Socetății Naționale de Artă din Paris (1908)
- Membru fondator al Asociației Tinerimea Artistică Paris (1901)
- Membru fondator al Asociației Cercle des étudiants romains (1905)
- Membru fondator al Asociației Amicale a românilor din Paris (1910), sub egida Ministerului de Externe al României
- Membru fondator al Grupării Arta (1937)

## Lucrări în muzee
Lucrări realizate de Ștefan Popescu se află în numeroase muzee din România dar și în colecții particulare din Franța, Germania, Austria, Algeria, Italia, Maroc, Tunisia. În România se află lucrări de Ștefan Popescu în următoarele muzee: 
- Muzeul Național de Artă al României. onlinegallery. ro/museums-2/gradini-2. html),
- Muzeul de Artă din Constanța, lefo. ro/albume/muzeu-arta-cta/imagepages/image14. htm
- Pinacoteca Orașului București,
- Muzeul Județean din Satu Mare,
- Muzeul de Artă din Cluj,
- Muzeul Județean Argeș,
- Muzeul de Artă Tulcea,
- Casa Memorială Ion Minulescu Claudia-Millian,
- Muzeul Colecțiilor de Artă,
- Colecția de artă a Casei Regale a României. (vezi Dicționarul de artă modernă de Constantin Prut Editura Albatros 1982; M. N. A. R. ; Site-ul tudor-art;)
- Muzeul Municipal "Octavian Moșescu" Rm. Sărat
- Lucrări :
- 1) http://www. lefo. ro/albume/muzeu-arta-cta/images/Stefan%20Popescu-Peisaj%20marin. JPG;
- 2) http://www. curierulnational. ro/poze-cnr/99132maxim. jpg
- 3) http://www. curierulnational. ro/poze-cnr/101386maxim. jpg
- 4) http://www. curierulnational. ro/poze-cnr/99304maxim. jpg
- 5) http://www. telegrafonline. ro/imagini/thumbs/ed2863f490b8e3a10a2527b36b4cf755. jpg
- 6) http://archweb%5Bnefuncțională%5D. cimec. ro/p/Clasate/ARP_6904500_285-13. jpg
- 7) http://www. cimec. ro/p/Clasate/ARP_7019200_364-11. jpg